# Гірнича промисловість Ямайки
Гірнича промисловість Ямайки
У структурі продукції гірничодоб. промисловості (за вартістю) бл. 96% припадає на гірничорудну сировину, 4% – на буд. матеріали. Гол. стаття імпорту мінеральної сировини – нафта і нафтопродукти.

## Видобуток окремих видів корисних копалин
Боксити. З видобутку бокситів Я. в кінці ХХ ст. займала 3-є місце серед промислово розвинених країн Заходу. Розробка бокситів ведеться відкритим способом на родов. Драй-Харбор (Уотер-Валлі) на півночі країни, родов. Ессекс-Валлі, на півдні, родов. Швалленберґ, на півночі. Бл. 40% бокситів експортується г.ч. в США, Канаду і Європу, інші переробляються в глинозем на 4 заводах сумарною потужністю 3 млн т/рік. Осн. ринки збуту глинозему – Канада, США, Норвегія, Велика Британія. Розробкою родовищ бокситів займаються бл. 7 тис. чоловік. Головною перешкодою в розширенні видобутку бокситів є дефіцит дешевої енергії. 
У 2002 р. Ямайка досягла рекордного випуску глинозему – 3.63 млн т. У 2003 р. його зростання продовжується. Значного приросту у виробництві досягла у 2002 р. компанія Jamalco (Alcoa - 50%, уряд - 50%), збільшивши випуск глинозему до 1.04 млн т проти 829 тис. т в 2001 р. Компанія Jamalco розширює з 1 до 1.25 млн т/рік потужності свого глиноземного заводу Вудсайд; ці роботи повинні бути завершені до кінця 2004 р.
Розвитку бокситодобувної промисловості Ямайки в сприяло відновлення в 2002 р. глиноземного заводу компанії Kaiser Aluminum Corporation в м. Гремерсі, штат Луїзіана (США) потужністю 1.25 млн т/рік, що забезпечується ямайськими бокситами і серйозно потерпілого внаслідок вибуху чотири роки тому. Ямайські глиноземні заводи компанії Alpart (Kaiser Aluminum Corporation - 65%, Hydro Aluminium ASA - 35%) у 2001 і 2002 рр. виробляли глинозему відповідно, з 1.21 і 1.14 млн т, завод Windalco (Glencore - 93%, уряд - 7%) – 1.49 та 1.44 млн т. Компанія Kaiser Aluminum Corporation розширює потужності заводу Найн до 1.65 млн т/рік [Metal Bulletin. 2003].
Будівельні та індустріальні корисні копалини. Добувають в незначних кількостях гіпс та мармур (на сході), пісок і гравій (на заході), вапняк (центральний район), сіль, глину (на заході і в центрі країни).
Компанія Hodges Minerals розробляє і експортує до США крейду з рудника Годґес (Hodges), що в штаті Елізабет (St. Elizabeth), продуктивністю 20 тис.т/рік. Компанія Jamaica Gypsum and Quarries щорічно видобуває бл. 200 тис.т гіпсо-ангідритової суміші, з якої всередині країни компанія Caribbean Cement Company споживає близько 25 т/рік, інше йде на експорт. Компанія Cement Company (CCC), яка є найбільшим інвестором Jamaica Gypsum and Quarries, планує збільшити сумарне виробництво продукції до  600 тис.т/рік. Інший продуцент і оператор в галузі - мексиканська компанія Cemex Ltd.
Карбонат кальцію. Молотий кальцієвий карбонат є другим за важливістю експортним мінералом після бокситу. Повний видобуток кальцієвого карбонату в 2001 оцінюється в 100 тис.т/рік.
Напівдорогоцінні камені – агати, яшма і карнеол використовуються місцевою індустрією коштовностей.
Золото. На початку XXI ст. золото видобували в промислових масштабах на рудниках Pennants та Clarendon (оператор – австралійська компанія Ausjam Mining). Компанія інвестувала в золотодобувний проект бл. US$7.5 млн, видобула бл. 8 000 унцій золота (бл. 23% загальних початкових запасів) і очікує всього видобути 35 000 унцій золота. Разом з тим, компанія має екологічні проблеми, пов'язані з використанням технології ціанування, та проблеми викликані нестабільністю внутрішньої ситуації в країні.

## Наукові дослідження. Підготовка кадрів. Друк
Гірничо-геол. роботи в країні ведуться під керівництвом Міністерства гірничорудної промисловості і енергетики. Наук. дослідження здійснюються в Інституті бокситів Ямайки (засн. в 1975, Кінґстон). Гірничо-геол. кадри готують в Коледжі мистецтв, природничих наук і технологій (засн. в 1958, Кінґстон), а також за рубежем. Осн. публікації з геології і гірн. справи вміщують в журн. “International Bauxite Association Quarterly Review" (з 1975).